# Лонгинус Підбийп'ятка
Лонгинус Підбийп'ятка (пол. Longinus Podbipięta) гербу Зірвикаптур — головний вигаданий персонаж роману Генріка Сенкевича Вогнем і мечем. В екранізації Єжи Гофмана Підбийп'ятку зіграв Віктор Зборовський. Прототипом Лонгинуса став гіполог і письменник Спиридон Осташевський (1797 - 25 квітня 1875)*

## Історія постаті у романі
Має велетенський тевтонський меч Зервикаптур, який належав предкові Стовійку. У битві під Грюнвальдом цей предок одним махом зітнув три голови трьох лицарів, які в чернечих каптурах. Через це йому був наданий герб Зірвикаптур. 
Лонгинус виглядає високим, худим та дивакуватим. Його риси обличчя мають меланхолійний і симпатичний вигляд. Він останній чоловік з роду Підбийп'ятка, що має величезний вплив та багатство у Литві, звідки походить.

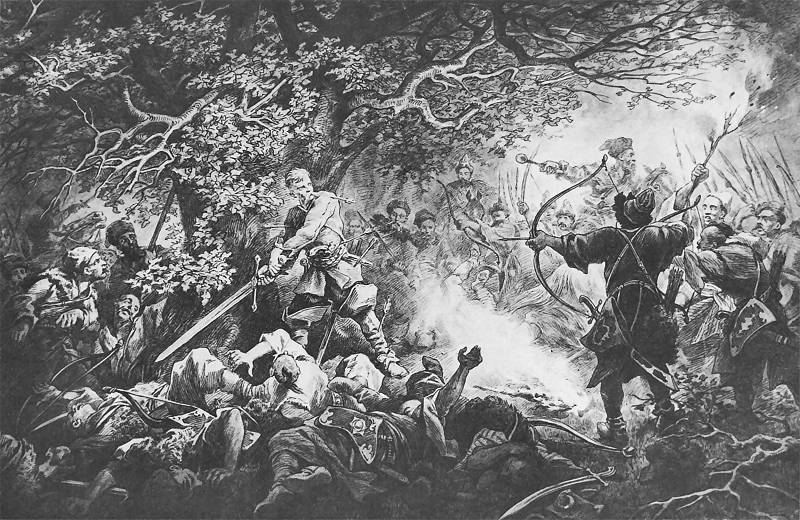
Смерть Підбийп'ятки під Збаражем. Ілюстрація до другого видання книги у 1886 році

Він з'являється на початку роману в корчмі Чигирина. Там Лонгинус знайомиться з Яном Скшетуським, який допомагає йому потрапити на службу до князя Ярема Вишневецького у Лубни, де закохується у Анусю Борзобогату. Проте не може з нею одружитися, оскільки взяв обітницю цноти, доки не зітне трьох голів одним махом. Бере участь у битві під Староконстянтиновом, облогах Замостя та Збаража. У остінній згаданій битві йому вдається зітнути три голови. Лонгинус бажав віднести повідомлення королю Яну II Казимиру про трагічну ситуацію оборони Збаража. Однак гине від татарських стріл під час виконання доручення. Похований у Збаражі.